# La Jointée
La Jointée est une association régie par la loi du 1er juillet 1901 et le décret du 16 août 1901, déclarée le 12 août 1983 à la Préfecture de Police de Paris, par Jacques Arnold, homme de lettres, Jean-Pierre Desthuilliers, ingénieur-conseil, Liliane Loan-Luong, graveur, Guy Pueyo, conservateur d'archives et Daniel Sauvalle, professeur agrégé, et enregistrée sous le numéro 83/4158.
La Jointée doit son nom à Michel Martin de Villemer, auteur de l'ouvrage éponyme, et qui lui fit don de ce titre. Jointée : ce que deux mains jointes peuvent contenir de grain...

## Fonctionnement

### Raisons d'être
Elle a pour missions principales :
- de défendre et faire rayonner l’expression littéraire et poétique de langue française... y compris l’expression dite de seconde main et cependant de premier intérêt pour la francophonie qu’est l’adaptation en français de textes nés dans d’autres langues ;
- d'y intéresser tous les publics, comme créateurs, lecteurs, auditeurs, spectateurs, médias ou artisans ;
- d'éditer des publications à caractère littéraire ;
- de contribuer à l'activité de réseaux poétiques européens, et francophones internationaux ;
- d'aider ses membres à éditer et diffuser leurs écrits.

### Activités
Les activités essentielles de l'association consistent à :
- Éditions : éditer des ouvrages individuels ou collectifs. La collection Les œuvres jointes a à ce jour publié dix ouvrages ;
  - Jointhologie, invitation au voyage, ouvrage collectif, regroupant 33 auteurs de La Jointée. Introduction de Jean-Pierre Desthuilliers. 1990.
  - Élégies asiatiques, recueil de poèmes de Jeno Platthy, président de la Federation of International Poetry Associations publiées sous le titre original Asian Elegies, introduction et traduction de Georges Friedenkraft. 1987 et 1991
  - Emmanuel Lochac, ses visages et leurs énigmes, florilèges et inédits, ouvrage collectif, subventionné par le comité du centenaire d'Emmanuel Lochac, réalisé sous l'impulsion et la direction effective de Jacques Arnold, avec la contribution de 16 auteurs de La Jointée, dont Serge Brindeau, Marius Cleyet-Michaud, Henri Deluy, Jean-Pierre Desthuilliers, Georges Friedenkraft, Marcel Hennart, Yves Martin, Pierre Menanteau, Jacques Simonomis, et Jean Tortel  et aussi des inédits d'Emmanuel Lochac. 1994.
  - Pas de problème, ouvrage posthume de Jacques Arnold contenant, outre quatre essais dont deux inédits, une bibliographie. Avant-lire de Georges Friedenkraft. 1999.
  - Images d'Asie et de femmes, ou poèmes pour l'exotisme en amour[1], poèmes de Georges Friedenkraft et, illustrations de Chew Keat Lim. 2001.
  - Parcs et lunaparks de Paris, haikus de Francine Caron, préface de Georges Friedenkraft, postface de Jean-Pierre Desthuilliers et illustration de couverture de Anja Hagemann[2]. 2006.
  - Lointitude, poèmes de Patricia Laranco, préface de Jean-Pierre Desthuilliers, illustration de couverture de Liliane Loan[3]. 2009.
  - Morgeline pour ma veuve, poèmes de Michel Martin de Villemer, préface de Jean-Pierre Desthuilliers, illustrations de Danielle Zuger. 2010.
  - Rencontre poétique - Encuentro poetico - Poetic encounter, poèmes de Germain Droogenbroodt, Georges Friedenkraft, Ernesto Kahan, Justice Shanmughasundaram Mohan, Milan Richter, Maurus Young, Yu Hsi ; traduction en chinois par Karen Kung, 2010.
  - Du côté de chez René Rougerie, ouvrage collectif - 42 témoignages de poètes publiés par René Rougerie -  composé sous la direction de Marianne Arnold, Préface de Jean-Pierre Desthuilliers, dessin de couverture de Jean-François Mathé, 2011.  (ISBN 978-2-9537777-3-4).
- Ateliers : animer des ateliers d'écriture poétique
- Participation : soutenir les manifestations organisées par des organisations ayant des buts convergents, telles que par exemple la Société des Poètes Français, et d'autres associations moins connues
- Coopération : contribuer à l'activité de réseaux poétiques européens et francophones
- Diffusion : financer, fabriquer et distribuer la revue littéraire Jointure